# Grou-Jirnsum vasútállomás
Grou-Jirnsum vasútállomás vasútállomás Hollandiában, Boarnsterhim városában.

## Vasútvonalak
Az állomást az alábbi vasútvonalak érintik:
- Arnhem–Leeuwarden-vasútvonal

## Kapcsolódó állomások
A vasútállomáshoz az alábbi állomások vannak a legközelebb:
- Leeuwarden vasútállomás
- Akkrum vasútállomás